# Южная Талица
Южная Талица — река в России, протекает по Свердловской области. Устье реки находится в 12 км по правому берегу реки Талица. Длина реки составляет 18 км.
В 2,1 км от устья по правому берегу впадает река Пещерная.

## Данные водного реестра
По данным государственного водного реестра России относится к Иртышскому бассейновому округу, водохозяйственный участок реки — Тавда от истока и до устья, без реки Сосьва от истока до водомерного поста у деревни Морозково, речной подбассейн реки — Тобол. Речной бассейн реки — Иртыш.
Код объекта в государственном водном реестре — 14010502512111200008994.